# Herb Luksemburga
Herb Luksemburga przedstawia na płaszczu czerwonym podbitym gronostajami zwieńczonym koroną wielkoksiążęcą tarczę, na której na pasach srebrnych i błękitnych lew wspięty czerwony z koroną i orężem złotym. Nad tarczą korona. Tarczę okala wstęga trójkolorowa złoto-czerwono-zielona z Orderem Korony Dębowej. Tarczę podtrzymują ukoronowane lwy stojące na podstawie. 
Herb ma rodowód średniowieczny, przyjęty został oficjalnie dopiero w 1972 roku. W 2001 zmodyfikowano go. Występuje w trzech wersjach – herbu małego, średniego (trzymacze heraldyczne – złote lwy) i wielkiego (oprócz trzymaczy także płaszcz heraldyczny zwieńczony koroną). 
Lew wywodzi się z godła Limburgii, którego władca w XIII wieku poprzez małżeństwo zapanował również nad Luksemburgiem. Jako pierwszy z książąt luksemburskich książę Henryk V Blondyn (1247–1281) zaczął się pieczętować herbem mającym stać się następnie herbem Luksemburga. Podwójny ogon lwa symbolizował panowanie nad dwoma krajami.

## Herb Wielkiego Księcia

Mały herb od roku 2000
Średni herb od roku 2000
Wielki herb od roku 2000

Mały herb do roku 2000
Średni herb do roku 2000
Wielki herb do roku 2000

### Herb dziedzicznego wielkiego księcia

Mały herb
Wielki herb